# Älekulla landskommun
Älekulla landskommun var en tidigare kommun i dåvarande Älvsborgs län.

## Administrativ historik
Kommunen inrättades i Älekulla socken i Marks härad i Västergötland när 1862 års kommunalförordningar trädde i kraft. Vid kommunreformen 1952 uppgick den i Svansjö landskommun som 1971 gick upp i nybildade Marks kommun.